# Tríos para piano, Op. 1 (Beethoven)

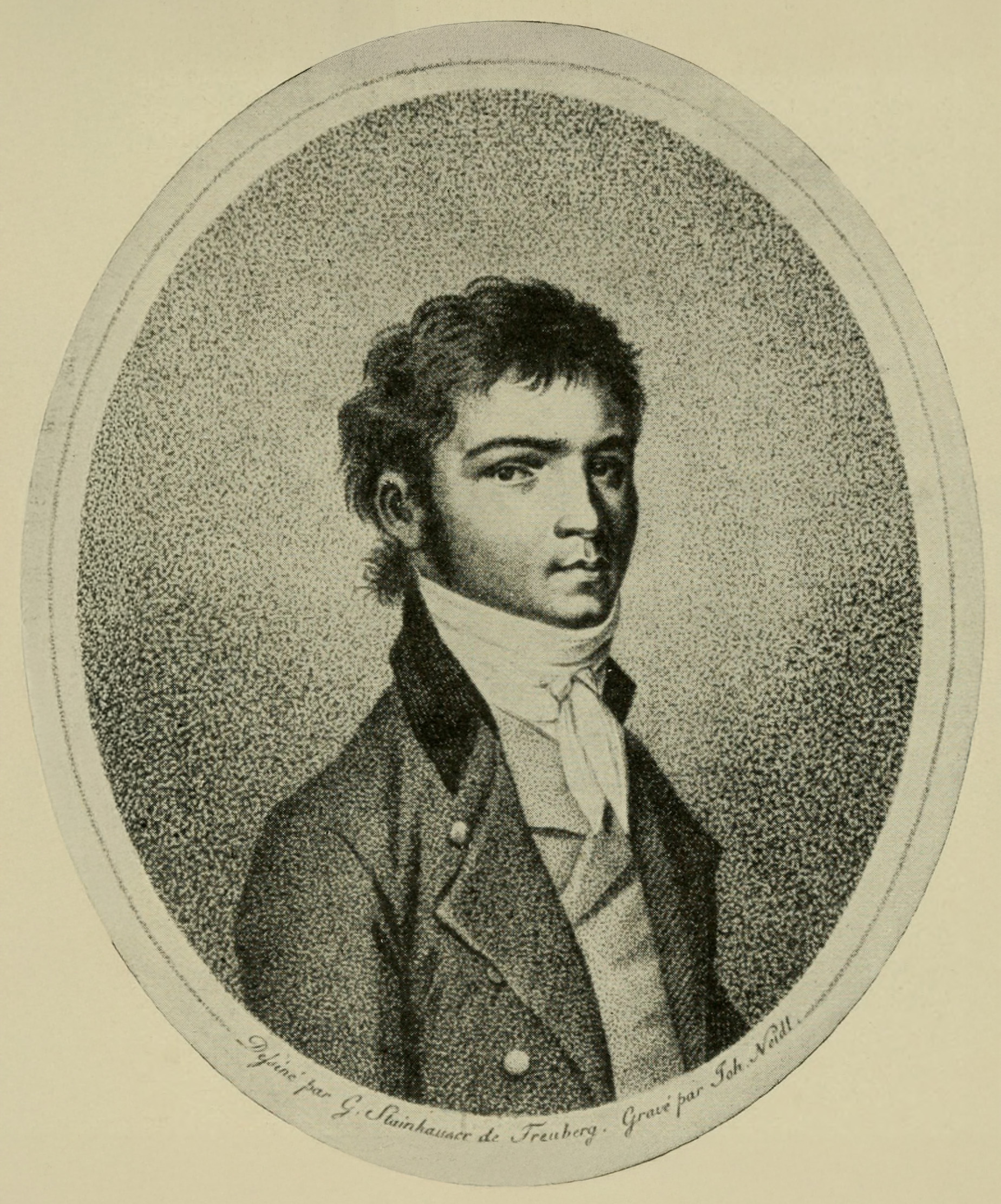
Beethoven en 1796.

Los Tríos para piano, Op. 1 son tres piezas camerísticas para piano, violín y violonchelo compuestas por Ludwig van Beethoven entre 1794 y 1795. La partitura está dedicada al príncipe Carl von Lichnowsky.

## Historia

### Composición
La composición de estas piezas se estima que pudo desarrollarse entre 1794 y 1795, posiblemente con precursores más antiguos para el primer trío de sus primeros años en Viena (1792-93). Los tres tríos para piano de este opus fueron compuestos durante los años en que Beethoven estudió con Joseph Haydn. También recibió formación musical por parte de Johann Georg Albrechtsberger y de Antonio Salieri, que era Kapellmeister de la corte imperial de Viena.
El maestro alemán estaba decidido a causar sensación en el mundo con su Opus 1, y parece que trabajó durante mucho tiempo en los tríos, revisándolos ampliamente antes de su publicación. Comenzó a trabajar en el n.º 2 en 1793, y en el n.º 3 en 1794, mientras que los bocetos del n.º 1 se remontan casi con toda seguridad a los años en su Bonn natal antes de trasladarse a Viena en noviembre de 1792. Según su discípulo, Ferdinand Ries, el tercer trío del conjunto había sido escrito en 1793. Sin embargo, las investigaciones más recientes sugieren que la memoria de Ries fallaba ya que fue compuesto justo antes de la publicación del Opus 1 en 1795 por la casa editorial Artaria. Efectivamente se había anunciado que algo excitante estaba a punto de ver la luz entre las cubiertas de esta colección de piezas y el príncipe Lichnowsky, que era un gran admirador de Beethoven, se encargó de despertar el interés entre la clase adinerada por este compositor que él había "descubierto". La primera vez que se atrevió con el género del trío para piano fue en 1791 con su Trío para piano, WoO 38 y no fue casualidad que escogiera este medio para darse a conocer al mundo de la música. La combinación de violín, violonchelo y piano era la favorita de los aficionados y auguraba buenas ventas. Le aseguraba a Beethoven un papel estelar en su propio instrumento. Y, a diferencia del cuarteto de cuerdas y la sinfonía, no había ocupado un lugar central en la producción de Mozart o Haydn, cuya maravillosa serie de tríos tardíos no se introdujo en Viena hasta su regreso de Londres en agosto de 1795. Continuó explorando el género del trío para piano en 1811, hasta alcanzar la cumbre con su Trío Archiduque, Op. 97.
Aparte de algunos atisbos de lo que estaba por venir del estudiante, sobre todo las dos primeras piezas bien podrían atribuirse al veterano maestro. Las únicas desviaciones reales de las prácticas de Clementi, Mozart o Haydn son la estructura en cuatro movimientos, los movimientos lentos esporádicamente agresivos y, ya en el centro de todo, los motivos rítmicos siempre presentes de Beethoven. Los típicos movimientos de "minueto" reciben aquí la denominación "scherzo", si bien aparte de los tempi acelerados y los compases compuestos, son bastante clásicos. Los movimientos lentos antes mencionados, así como la introducción lenta al segundo trío en do menor, son emocionalmente los más proféticos en todo el Opus 1 del estilo de Beethoven en los años venideros. Con sus partes de cuerda en gran medida emancipadas, sus pesadas y extensas estructuras de sonata y su intensidad de dialéctica musical, las tres obras debieron de parecer un ataque frontal a la noción tradicional del trío para piano como género doméstico a pequeña escala. Consta de cuatro movimientos en lugar de los dos o tres esperados en la música de cámara con piano. No se trata de divertimentos elevados, sino de sinfonías para tres instrumentos. Y si el violonchelo dobla a veces el bajo del teclado, como raramente lo hace en los últimos tríos de Beethoven, a menudo afirma su individualidad de una manera que Mozart sólo intermitentemente y Haydn casi nunca permitía.

### Estreno y publicación

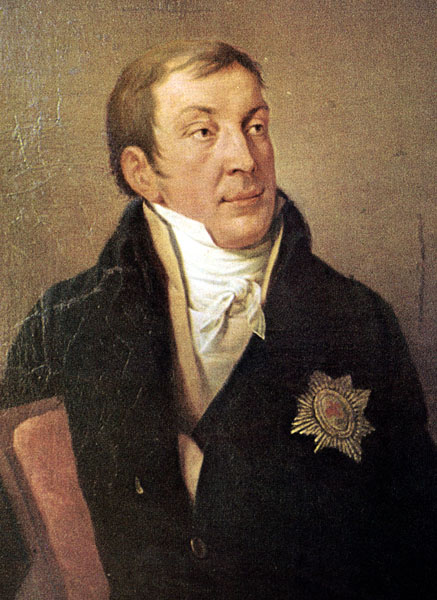
Príncipe Lichnowsky, dedicatario de las piezas.

Beethoven solía probar sus nuevas obras en actuaciones privadas antes de publicarlas. Con este fin organizó un concierto privado que pudo celebrarse en 1794 o bien a principios de 1795 en la residencia vienesa del príncipe Lichnowsky. El propio compositor participó en la interpretación del tercer trío en do menor. En aquella ocasión también estuvo presente su antiguo maestro, Joseph Haydn.
El 9 de mayo de 1795 Beethoven publicó un anuncio en el que llama la atención sobre sus Tríos Op. 1 e invita a hacer pedidos por adelantado. En dicho anuncio el joven compositor se muestra orgulloso y seguro de sí mismo.

«Suscripción para los 3 grandes Tríos para Pianoforte, Violín y Bajo de Ludwig van Beethoven, que Artaria grabará y publicará en las próximas 6 semanas, y que, si se indica previamente, pueden adquirirse al compositor contra entrega de la factura [de suscripción]. El precio de un ejemplar completo es de 1 ducado. Los nombres de los suscriptores aparecerán impresos al principio y tendrán la ventaja de que esta obra sólo estará disponible para los demás dos meses después, incluso a un precio más elevado. En Viena, las suscripciones pueden comprarse al compositor en la Ogylfisches Haus, en Kreuzgasse no. 35, detrás de la iglesia Minoriten, en el primer piso.»

La primera publicación de este opus fue llevada a cabo por el editor Giovanni Cappi en octubre de 1795 en Viena. A pesar de la designación Op. 1, estos tríos no fueron las primeras composiciones publicadas de Beethoven, ya que esta distinción pertenece más bien a sus Variaciones Dressler para teclado WoO 63. Se trata de la primera de sus creaciones publicadas que el compositor consideró lo suficientemente sustanciosa y comercializable como para otorgarle un número de opus y completar una primera publicación importante que presentara su estilo de escritura al público musical. 
La dedicatoria que figura en la partitura impresa es para el Fürst (príncipe) Carl Alois von Lichnowsky, que era uno de sus mecenas más importantes. Poco después de que Beethoven llegara a Viena, Haydn le presentó al príncipe Lichnowsky y a su esposa Maria Christiane, que eran músicos aficionados y fervientes patrones de las artes. Durante varios años el príncipe y su esposa acogieron en su casa al joven compositor, le prestaron apoyo financiero e incluso organizaron reuniones en su casa en las que muchas de sus composiciones fueron interpretadas por primera vez. Además con su influencia le consiguieron el respaldo de otros aristócratas. Como muestra de gratitud, Beethoven dedicó al príncipe las siguientes composiciones musicales, todas anteriores a 1806: los tres Tríos para piano, Op. 1 (1795); las nueve variaciones para piano sobre "Quant'è più bello" de la ópera La molinara de Giovanni Paisiello, WoO 69 (1795); la Sonata para piano n.º 8 Op. 13 "Patética" (1798); la Sonata para piano n.º 12 Op. 26 (1801) y la Sinfonía n.º 2 (1802).

## Trío para piano Op. 1 n.º 1 en mi bemol mayor
La pieza consta de cuatro movimientos:
- I. Allegro, en mi bemol mayor 4
4
- II. Adagio cantabile, en la bemol mayor 3
4
- III. Scherzo. Allegro assai, en mi bemol mayor con trío en la bemol mayor 3
4
- IV. Finale. Presto, en mi bemol mayor 2
4

### I.Allegro
El primer movimiento, Allegro, está escrito en la tonalidad en mi bemol mayor y en compás de 4/4. Los dos primeros movimientos son los más obviamente mozartianos del conjunto. Este presenta una gran riqueza textural, junto con la abundancia temática y la gran amplitud de escala características del joven Beethoven. Hay expansión en casi todos los niveles: por ejemplo, en la pausada proliferación de temas del segundo grupo, que comienza con una tranquila melodía coral aderezada con acentos sforzando; o en la enorme coda, de hecho un segundo desarrollo, donde primero el piano y luego las cuerdas explotan aún más la figura de "cohete" inicial del movimiento, en un momento dado dándole la vuelta despreocupadamente.

### II.Adagio cantabile
El segundo movimiento, Adagio cantabile, está en la bemol mayor y en compás de 3/4. Es igualmente expansivo, un exuberante rondó con un primer episodio concebido como un conmovedor dúo de amor para violín y violonchelo (en sus elocuentes registros medio y superior) y un apasionado segundo episodio en la desafinada tonalidad de la bemol menor, calculado para atraer a los Kenner (entendidos) entre el público del príncipe Lichnowsky.

### III.Scherzo.Allegro assai
El tercer movimiento, Scherzo. Allegro assai, vuelve a la tonalidad inicial y el compás se mantiene en 3/4. Se trata del movimiento más subversivamente original de la obra, y el primero de los verdaderos scherzi de Beethoven: con su ambigüedad tonal inicial (la música amaga con do menor, fa menor y si bemol mayor antes de establecer finalmente mi bemol mayor en el compás 15), su cómica obsesión con la figura de apertura "aleatoria", y su mezcla de maledicencia y ligereza mercurial, deja su modelo de minueto en un segundo plano.

### IV.Finale.Presto
El cuarto y último movimiento, Finale. Presto, retoma de nuevo la tonalidad inicial y el ritmo pasa a ser 2/4. Si el espíritu de Mozart se encuentra detrás de los dos primeros movimientos, el Finale en forma sonata sugiere a Haydn en su brío y brillantez, así como en el ingenioso aprovechamiento que Beethoven hace de la figura de salto inicial. No obstante, la coda se expande de nuevo más allá de las dimensiones convencionales de Haydn en un segundo desarrollo. Su astuto cambio de mi bemol mayor a mi mayor en la apertura y la posterior vuelta al fortissimo son un ejemplo temprano de un recurso de Beethoven que encontrará su apoteosis cómica en el Finale de la Sinfonía n.º 8.

## Trío para piano Op. 1 n.º 2 en sol mayor
La pieza consta de cuatro movimientos:
- I. Adagio 3
4 – Allegro vivace, en sol mayor 2
4
- II. Largo con espressione, en mi mayor 6
8
- III. Scherzo. Allegro, en sol mayor con trío en si menor 3
4
- IV. Finale. Presto, en sol mayor 2
2

### I.Adagio–Allegro vivace
El primer movimiento, Adagio – Allegro vivace, está en sol mayor y en compás de 3/4 que pasa a 2/4 en el Allegro. El Trío en sol mayor establece inmediatamente su escala sinfónica con una imponente introducción lenta, algo inaudito en un trío para piano, y raro incluso en un cuarteto de cuerdas. Pero el inicio del Allegro aligera la atmósfera con un tema tenue y caprichoso que se cierne sobre la dominante en lugar de enfatizar la tónica, sol - sombras aquí de la Sinfonía Oxford de Haydn. También es haydniana la forma en que este tema deriva de las frases de la introducción. Beethoven es menos pródigo con su material que en el Trío en mi bemol, aunque hay un "segundo tema" deliciosamente alegre, propuesto por el violín y luego elaborado por el piano. Pero el primer tema domina tanto el desarrollo como la coda, típicamente amplia, en la que el compositor sigue jugando de forma ingeniosa y caprichosa con la frase inicial del tema.

### II.Largo con espressione
El segundo movimiento, Largo con espressione, está en mi mayor y en compás de 6/8. Haydn y Mozart escribieron muchos Andantes en ritmo siciliano de 6/8 suavemente oscilante. Pero sólo en raras ocasiones compusieron un siciliano en el tempo Adagio, más lento. Es característico de la búsqueda del joven Beethoven de una mayor profundidad de expresión que el segundo movimiento de este trío combine un ritmo siciliano con una solemnidad sin precedentes. La indicación, Largo con espressione, es en sí misma novedosa y significativa. La atmósfera extasiada se ve reforzada por la elección de la tonalidad, mi mayor, que suena remota y radiante después de sol mayor. El compositor muestra un sentimiento típico de planificación tonal a largo plazo cuando más tarde se sumerge dramáticamente (con un súbito fortissimo) desde si mayor a la tonalidad de partida de la obra, iniciando un desarrollo modulante de búsqueda del tema de apertura.

### III.Scherzo.Allegro
El tercer movimiento, Scherzo. Allegro, está en sol mayor y en compás de 3/4. Aunque se trata más de un scherzo que de un minueto, es menos obstinado que su homólogo en el primer trío, jugando despreocupadamente con escalas ascendentes y descendentes, a la manera de Haydn. El Trío pasa a si menor para un lacónico vals de cómica banalidad, el tipo de música que suele aparecer en las obras de Beethoven desde sus primeros años hasta los visionarios cuartetos tardíos. Tras el regreso del scherzo, Beethoven añade una breve coda que se recrea con la figura inicial del tema antes de apagarse en pianissimo.

### IV.Finale.Presto
El cuarto y último movimiento, Finale. Presto, retoma la tonalidad inicial y el compás es 2/2. El Finale estaba originalmente en compás de 4/4. Pero en una de las primeras pruebas, el violonchelista Anton Kraft (más conocido por su asociación con Haydn) sugirió que la música estaría mejor anotada en 2/4, y Beethoven adoptó la idea. Este movimiento, que se abre con un pegadizo tema de "cabalgada" en rápidas notas repetidas (perfecto para el violín, pero artísticamente reformado cuando el piano toma el relevo), infunde el espíritu de Haydn con el estilo bullicioso propio de Beethoven. La música está llena de agresivos acentos sforzando, ásperos contrastes dinámicos (en su punto más extremo en la coda) y misteriosas o dramáticas zambullidas en tonalidades lejanas. El desarrollo se detiene durante un tiempo en mi mayor, la tonalidad del Adagio, otro ejemplo de la estrategia tonal a gran escala de Beethoven. Pero quizás el momento más ingenioso de todos llega con el arranque de la recapitulación. Aquí, una nueva figura suave en octavas en el piano parece estar preparando el regreso del tema de "cabalgada", que luego entra discretamente, antes de que nos demos cuenta, mientras las octavas del piano continúan como si nada hubiera pasado.

## Trío para piano Op. 1 n.º 3 en do menor
La pieza consta de cuatro movimientos:
- I. Allegro con brio, en do menor 3
4
- II. Andante cantabile con variazioni, en mi bemol mayor 2
4
- III. Minuetto. Quasi allegro, en do menor con trío en do mayor 3
4
- IV. Finale. Prestissimo, en do menor 2
2

Beethoven estaba decidido a impresionar y desafiar a la élite musical vienesa con su primera obra publicada. En los dos primeros tríos la subversión de Beethoven aún permanecía envuelta en el lenguaje de la comedia costumbrista del Clasicismo. Pero en el Trío en do menor estalló en una obra de sorprendente vehemencia explosiva y oscura belleza lírica. Haydn, recién llegado de Londres, se encontraba entre los invitados del príncipe Lichnowsky y según las memorias de Ferdinand Ries se deshizo en elogios hacia los números 1 y 2, pero le sorprendió el n.º 3, el favorito de Beethoven. Aunque la historia de Ries, según la cual Haydn aconsejó a Beethoven que no lo publicara, no puede ser literalmente cierta, puesto que esta pieza ya estaba impresa. Independientemente de los recelos de Haydn, la primera obra maestra de Beethoven en su tonalidad más característica se convirtió gradualmente en una de sus obras de cámara más populares. Este trío es el único que no reemplaza el habitual minueto en el tercer movimiento por un scherzo. Luego la obra fue arreglada por Beethoven para quinteto de cuerda, y consta como Op. 104.

### I.Allegro con brio
El primer movimiento, Allegro con brio, está en do menor, en compás de 3/4 y en forma sonata. La misteriosa y "preñada" apertura al unísono recuerda, casualmente o no, al Concierto para piano en la misma tonalidad, K. 491 de Mozart (aún inédito en 1795). Pero la música es profundamente beethoveniana en sus contrastes abruptos y extremos, con una retórica violenta (sólo la primera página está salpicada de acentos sforzando) que alterna con un intenso patetismo y un lirismo anhelante. Ya se vislumbran las famosas narraciones heroicas del "periodo medio" de Beethoven. La exposición recorre sin descanso un espectro tonal excepcionalmente amplio: mi bemol menor en la transición tormentosa, luego la bemol menor y mi bemol menor, de nuevo, en el segundo de los dos temas del "segundo sujeto". Hay un momento emocionante al comienzo del desarrollo en el que el original eco en pianissimo del tema principal un tono más arriba después se mueve un semitono más abajo, llevando la música a una nueva y extraña región tonal (do bemol mayor, enarmónicamente escrito como si mayor). Típico de Beethoven, la tranquila frase inicial se reinterpreta como un vigoroso fortissimo al inicio de la recapitulación. Luego, en lo que quizás sea el golpe más impresionante de todos, la música se desliza hacia do mayor (con el violonchelo tomando la iniciativa, algo inusual en 1795) y luego hacia la tonalidad "napolitana" de re bemol mayor para un nuevo desarrollo cantabile del tema principal.

### II.Andante cantabile con variazioni
El segundo movimiento, Andante cantabile con variazioni, está en mi bemol mayor y en compás de 2/4. En una obra clásica en tono menor, un movimiento lento en tono mayor suele ofrecer un respiro, aunque no siempre (pensemos en la Sinfonía en sol menor y el Quinteto de cuerda en sol menor de Mozart). El movimiento lento de Beethoven, un conjunto de variaciones sobre un tema característicamente plano, similar a un himno, rebaja ciertamente la tensión. Pero hay muchos momentos ingeniosos, auténticamente beethovenianos: la bulliciosa tercera variación, con sus bruscos acentos sforzando y sus estridentes pizzicati de cuerda; la cuarta, en mi bemol menor, con su plañidero solo de violonchelo; o la coda, iniciada por una rica rearmonización cromática del tema. Beethoven tomó los compases finales de la coda de la pequeña Bagatelle en do mayor, Op 119 n.º 2, compuesta probablemente mucho antes de lo que sugiere su número de opus.

### III.Minuetto.Quasi allegro
El tercer movimiento, Minuetto. Quasi allegro, vuelve a la tonalidad inicial y al compás de 3/4. Está a medio camino entre el minueto y el scherzo, vuelve al universo del do menor del movimiento inicial, con su pathos inquieto, sus longitudes de frase irregulares y sus explosivos contrastes dinámicos. En este trío Beethoven se divierte desbastando la cadenciosa melodía Ländler del violonchelo con cacareados acentos fuera de compás.

### IV.Finale.Prestissimo
El cuarto y último movimiento, Finale. Prestissimo, retoma la tonalidad inicial, el compás es 2/2 y adopta la forma sonata. La indicación de tempo Prestissimo es típica de la determinación del joven Beethoven por ser "extrema". Yuxtapone violencia, agitación reprimida y, en el elocuente segundo tema en mi bemol mayor, ternura lírica. En la recapitulación el segundo tema, enriquecido con un nuevo contrapunto del violonchelo, pasa de do mayor a do menor, con un efecto profundamente patético. La asombrosa coda, mantenida en pianissimo durante prácticamente todos sus ochenta y siete compases, se desliza misteriosamente a si menor y luego se mueve, atravesando do menor y fa menor, para llegar a do mayor. Pero el cierre es incómodo y equívoco, con una sensación mínima de resolución (el recuerdo reciente de fa menor es demasiado fuerte para eso), y aún menos de optimismo por el modo mayor.

## Recepción de la obra
Este opus fue recibido con entusiasmo tanto por los "entendidos" como por los músicos aficionados ("Kenner und Liebhaber", una de las distinciones favoritas del siglo XVIII), e hizo que el compositor obtuviera pingües beneficios.
Ferdinand Ries escribió sobre la velada privada en la que se estrenaron estas piezas en su Biographischen Notizen über Ludwig van Beethoven (1838):

«Los tres tríos de Beethoven (Opus 1) iban a ser interpretados por primera vez ante el mundo artístico en una velada celebrada en casa del príncipe Lichnowksy. La mayoría de los artistas y amantes de la música habían sido invitados, en particular Haydn, cuyo pronunciamiento era esperado con impaciencia por todos. Los tríos fueron interpretados y causaron un gran revuelo. Incluso Haydn dijo muchas cosas buenas sobre ellos, pero aconsejó a Beethoven que no publicara el tercero en do menor. Esto sorprendió mucho a Beethoven, ya que lo consideraba el mejor, y hoy en día sigue siendo el más popular y el más eficaz. Así que el comentario de Haydn enfureció a Beethoven y le hizo pensar que Haydn era envidioso, celoso y que quería hacerle una injusticia. Debo admitir que cuando Beethoven me dijo esto no le creí. Así que aproveché la oportunidad para preguntarle al propio Haydn. Su respuesta, sin embargo, confirmó lo que Beethoven había mencionado, ya que dijo que no creía que este trío fuera a ser entendido muy rápida o fácilmente y que el público no lo aceptaría muy bien.»
—Ferdinand Ries, Biographischen Notizen über Ludwig van Beethoven (1838).